# Hemieuxoa trifurcata
Hemieuxoa trifurcata är en fjärilsart som beskrevs av Márton Hreblay och Ronkay. Hemieuxoa trifurcata ingår i släktet Hemieuxoa och familjen nattflyn. Inga underarter finns listade i Catalogue of Life.